# Árzos
Árzos (grec moderne : Άρζος) est une localité située dans le dème d'Orestiáda, dans le district régional d'Évros, dans la périphérie de Macédoine-Orientale-et-Thrace, en Grèce.
La localité appartient au district municipal de Trígono. Selon le recensement de 2021, elle compte 127 habitants.